# Bulbophyllum longhutense
Bulbophyllum longhutense är en orkidéart som beskrevs av Johannes Jacobus Smith. Bulbophyllum longhutense ingår i släktet Bulbophyllum och familjen orkidéer. Inga underarter finns listade i Catalogue of Life.